# Lance-pierre
Ne doit pas être confondu avec Fronde (arme).

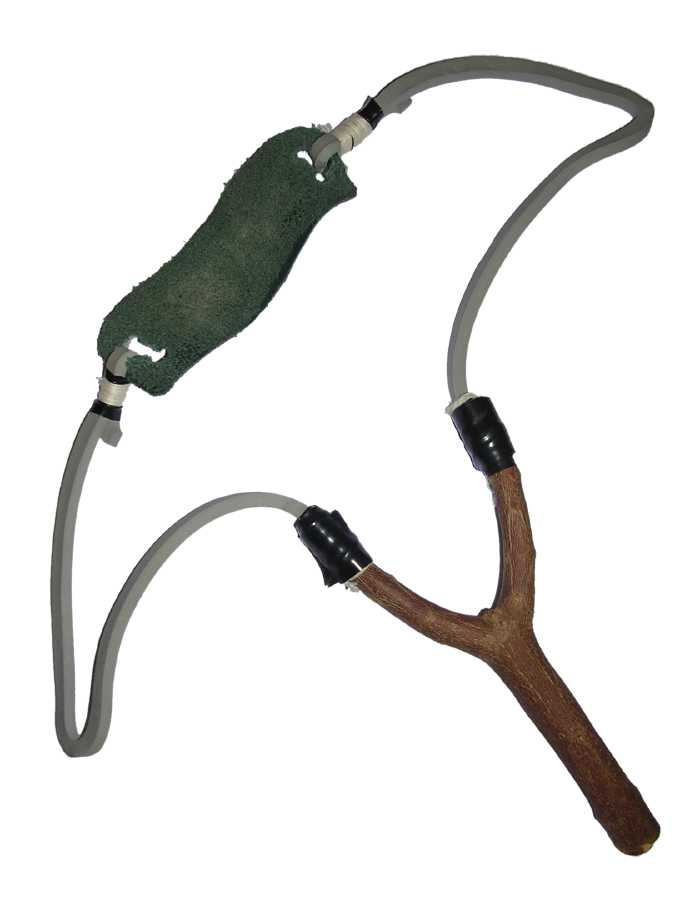
Lance-pierre rustique.

Un lance-pierre est une arme de trait constituée d’un manche supportant deux branches en Y sur lesquelles s’attachent des bandes élastiques reliées à une bande souple (généralement en cuir). Pour l’utiliser, un projectile est placé sur la bande de cuir et maintenu par le pincement de deux doigts ; l’élastique est alors tendu en éloignant le bras qui tient le manche ; le tir est déclenché en relâchant la pression des doigts sur le projectile, qui est envoyé au loin sur la cible visée.
Dans le langage familier, le lance-pierre est souvent appelé fronde, mais la fronde proprement dite est une arme différente, où la vitesse du projectile est obtenue par rotation rapide.

## Histoire

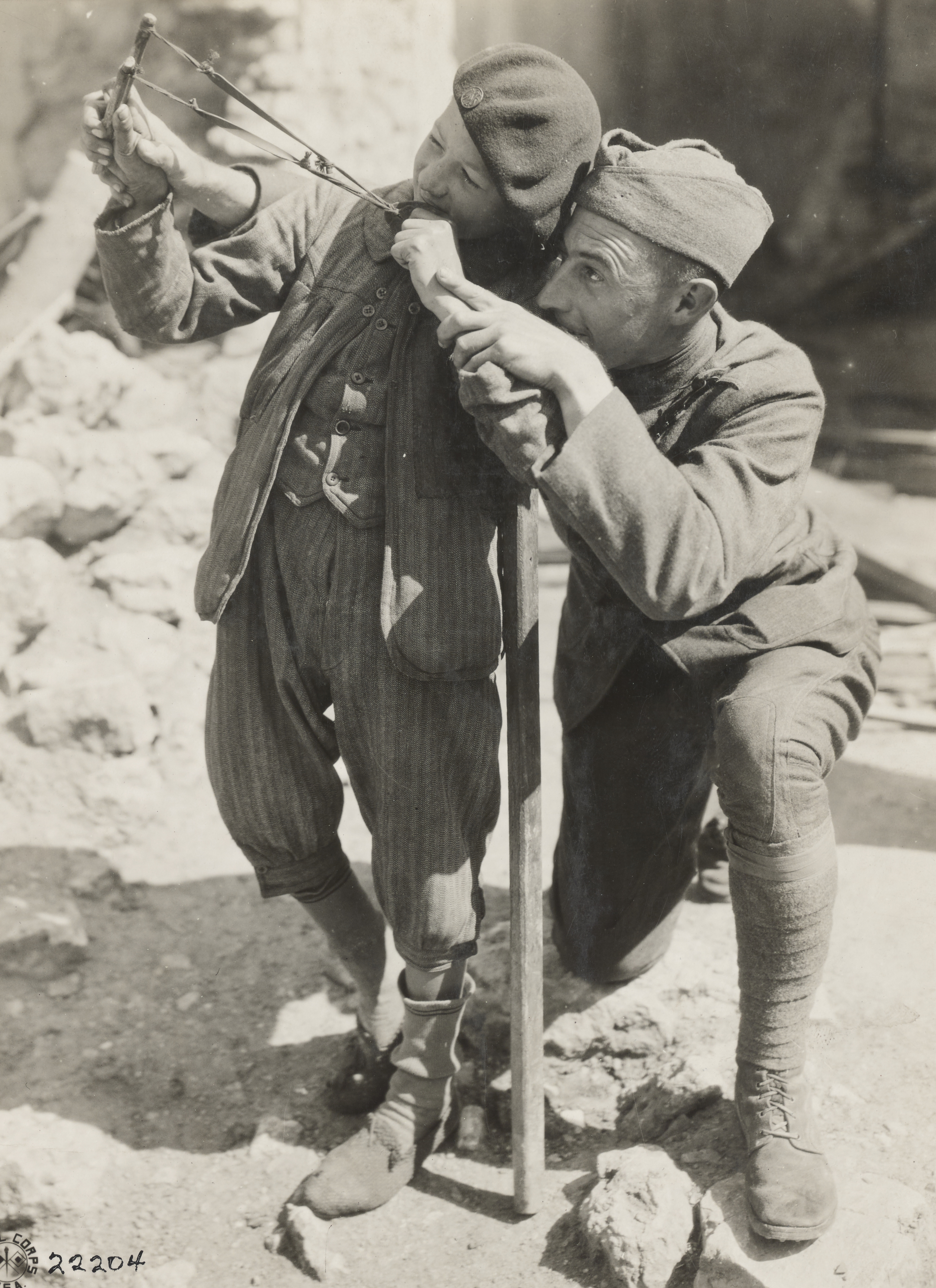
Soldat américain enseignant l'usage du lance-pierre à un enfant français, 1918

L’histoire du lance-pierre est liée au matériau élastique et résistant à la base du système de lancement du projectile. L’invention du lance-pierre ne peut donc pas être antérieure à l'invention du caoutchouc vulcanisé par Charles Goodyear, elle est donc liée aux progrès techniques de la chimie du caoutchouc, et à la diffusion des produits de cette industrie, à partir de la fin du XIXe siècle.
Pendant une grande partie de leur histoire, les lance-pierres étaient des objets « à faire soi-même », généralement fabriqué à partir d'une branche fourchue pour former la poignée en forme de Y, avec des bandes de caoutchouc découpées dans des éléments tels que des chambres à air ou d'autres sources de caoutchouc vulcanisé, et en utilisant des pierres de la taille appropriée.
Les lance-pierres fabriqués commercialement datent au moins de 1918, avec l'introduction du Zip-Zip, un modèle en fonte, ce n'est qu'après la Seconde Guerre mondiale que les lance-pierres ont connu un regain de popularité et de légitimité. Un premier article dans le numéro de juillet 1946 de la revue américaine Popular Science décrit un constructeur de lance-pierre.
En février et mars 1980, les habitants de la presqu’île de Crozon, et en particulier ceux de la commune de Plogoff, opposés au projet de centrale nucléaire, prennent des lance-pierres pour harceler les forces publiques envoyées sur place. Le lance-pierre devient leur emblème de ralliement lors des rassemblements où ils le portent autour du cou,.
À partir de la première intifada (1987-1993) ou « guerre des pierres », le lance-pierre et la fronde sont souvent utilisés par la population palestinienne contre l'armée israélienne. Ces armes sont parfois considérées comme un symbole du conflit asymétrique, à l'exemple du quotidien L'Orient-Le Jour qui décrit « des Israéliens armés de fusils pour se protéger des lance-pierre palestiniens à Jérusalem »,. De grands lance-pierres, maniés par plusieurs personnes sont parfois utilisé pour de plus grand projectiles.

## Types de lance-pierres

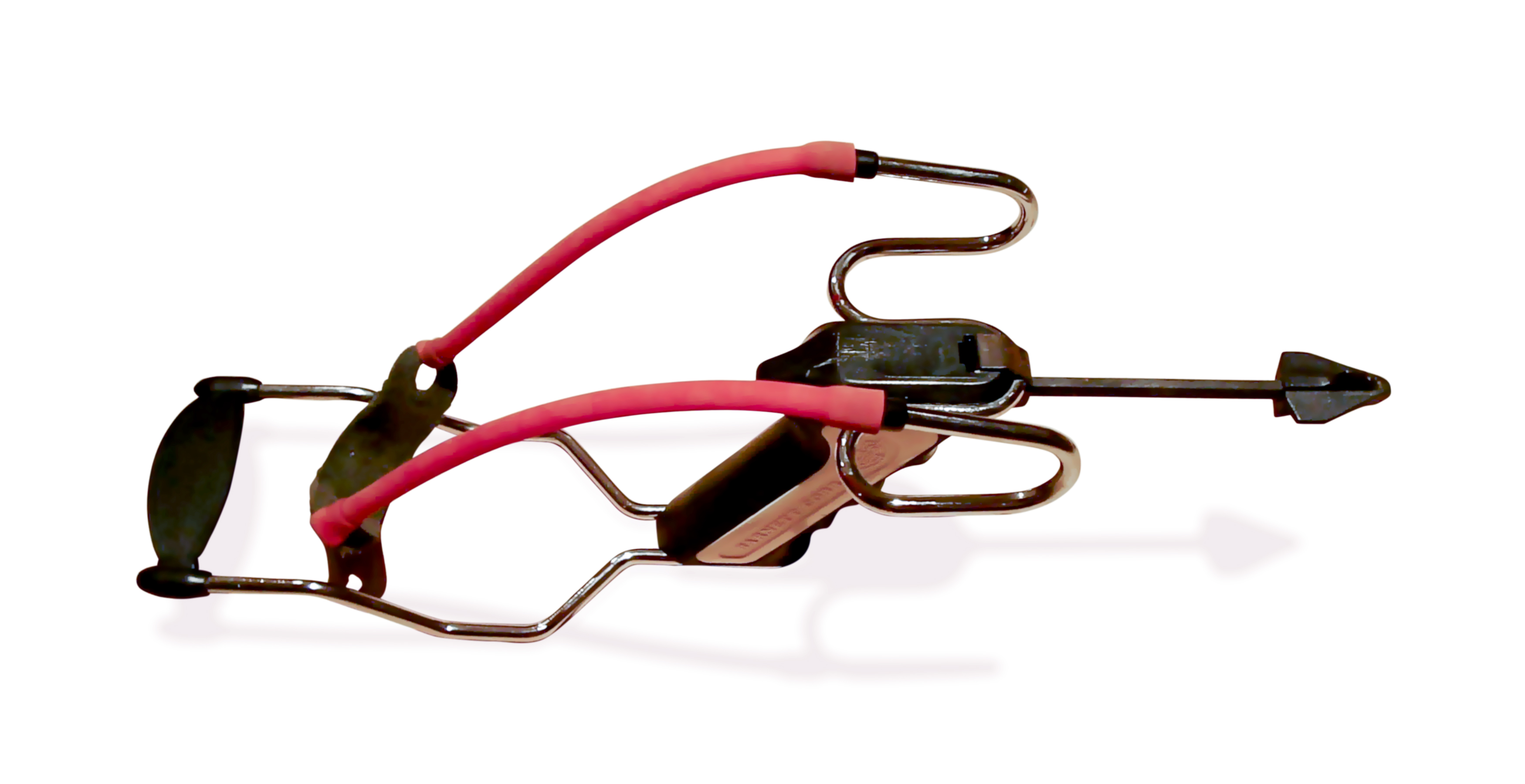
Lance-pierre moderne, avec stabilisateur (à droite) et repose-bras (à gauche).

- lance-pierre rustique, de fabrication artisanale. Un morceau de bois en Y, un élastique en caoutchouc (élastique à garrot, chambre à air de vélo…).
- lance-pierre moderne, de fabrication industrielle. Une armature en métal ou en polycarbonate, une poignée ergonomique en plastique, un élastique en latex moulé rond ou plat.
- Certains perfectionnement techniques existent :
  - poignée ergonomique : forme des doigts, grip antidérapant, forme pistolet…
  - repose-bras : en prenant appui sur l’avant-bras, il soulage le poignet (lors de la tension de l’élastique) et offre ainsi un meilleur confort. Cet accessoire est interdit dans les compétitions officielles de tir au lance-pierre.
  - stabilisateur : un ou plusieurs poids, assurent une certaine inertie au lance-pierre et limitent les tremblements.
  - viseur : permet une précision accrue. Par exemple, un système de viseur optique ou laser[9] permet un tir très précis.
  - accessoires : porte-billes, porte lampe-torche, fléchettes.

## Munitions et usages

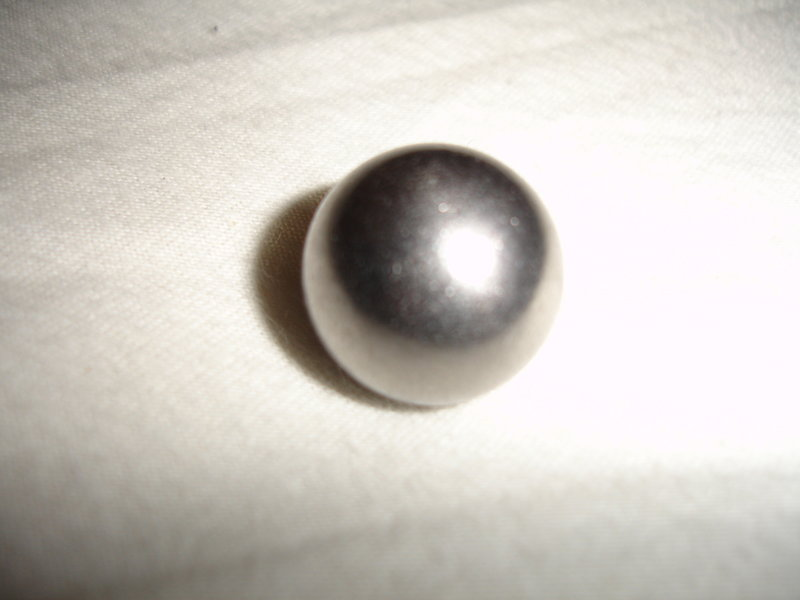
Bille métallique.

Le choix des munitions d’un lance-pierre est varié : cailloux, cerises, pois-chiches, billes en verre, billes en acier (billes de roulement), billes en plomb (chasse), billes de paintball , etc. On peut aussi mettre plusieurs petits projectiles dans la poche de cuir (système basé sur la chevrotine) afin d’avoir plus de chances de toucher sa cible, mais la portée sera réduite. La précision du tir dépend pour le projectile, de son poids (densité de la matière) et de sa rotondité (aérodynamisme pour les longues distances). Comme arme rustique, le lance-pierre fut longtemps utilisé avec des pierres. L’emploi de projectiles plus lourds et durs, aujourd’hui disponibles, est préférable car la densité du projectile permet un tir plus précis, plus distant et plus meurtrier.
Le lance-pierre est aussi utilisé pour la chasse du petit gibier et des oiseaux. Cette chasse est encore très populaire en Afrique.
Le lance-pierre est également adopté par certains pêcheurs à la ligne pour envoyer avec précision des boulettes d’appât à poisson. Une version améliorée, nommée lance-appât, lance-bouillette ou lance-amorce, est munie à l’extrémité des élastiques d’un récipient souple ou rigide (le godet) convenant mieux pour lancer des projectiles mous ou multiples (graines).

## Pratique sportive

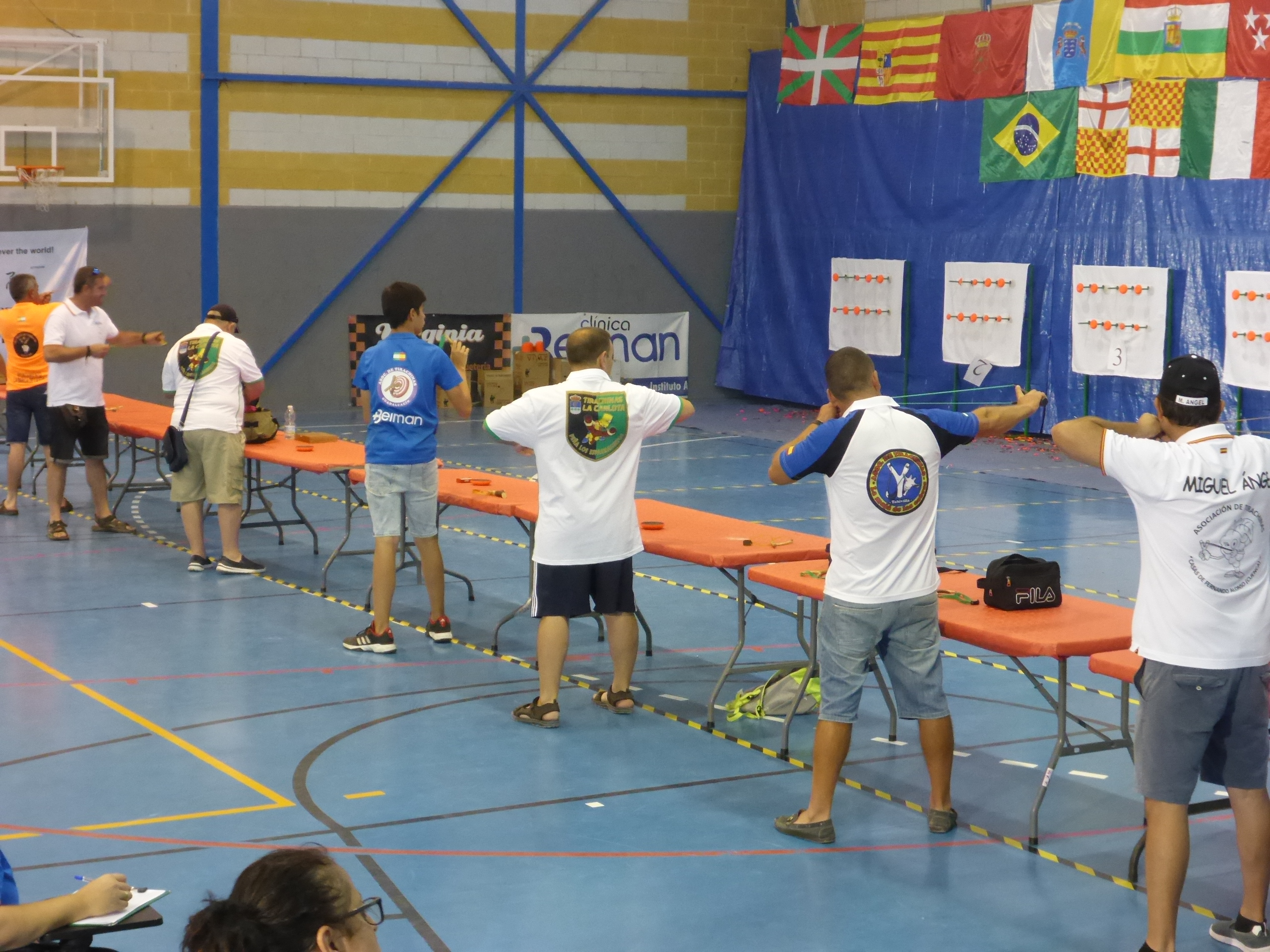
Compétition en Espagne, 2019

Le lance-pierre est utilisé pour une pratique sportive, de façon semblable à l’arc pour la discipline du tir à l’arc. Il ne s’agit plus alors de constructions bricolées à l’aide de branches d’arbre et d’élastiques récupérés, mais de lance-pierres fabriqués artisanalement dans des alliages légers ou des matières synthétiques. Les élastiques sont principalement composés de latex, à section cylindrique ou plate. Dans cette pratique sportive on n’utilise pas des pierres mais des projectiles en céramique ou en métal. Les projectiles en acier ont un diamètre typique compris entre 7 et 13 millimètres.
De nombreux clubs et associations de tir aux lance-pierres existent dans le monde entier, offrant aux passionnés des opportunités de partager des conseils, de participer à des événements et de promouvoir le sport. La communauté des tireurs aux lance-pierres est très active en ligne, avec des forums, des groupes sur les réseaux sociaux et des chaînes YouTube dédiés aux techniques, aux matériels et aux moments forts de ce sport et des compétitions. Par exemple, le groupe francophone Slingshot Provence sur Facebook comporte plus de 3 600 membres.
Le tir sportif au lance-pierre gagne en popularité et monte en puissance en France depuis quelques années. Plusieurs clubs et associations se créées suivant l’exemple du plus actif d’entre eux le Club Slingshot Provence de Barjols dans le Var.
La Fédération Française de Tir Sportif au Lance-Pierre (FFTSLP) a vu le jour en 2022. Et depuis 2024, cette discipline sportive est officiellement l’une des nombreuses activités de l’UFOLEP.

### Compétitions et événements
Les lance-pierres sont les instruments d’une pratique sportive populaire, avec des championnats et des compétitions internationales.

#### Championnats nationaux
De nombreux pays, comme les États-Unis, la Chine, l'Espagne ou l'Italie, organisent leur propre championnat national, avec différentes catégories et groupes d'âge. Ce n’est que depuis 2019 que le championnat de France de tir au lance-pierre existe,.

#### Championnat d’Europe
Après l’Italie en 2023 et avant la Belgique, en 2025, la FFTSLP et le Club Slingshot Provence ont organisés pour la première fois en France le dix-huitième Championnat d’Europe de tir au lance-pierre. La compétition s’est tenu du 26 au 28 juillet 2024 dans la ville de Brignoles,.

#### Compétions Internationales
La World Slingshot Association (WSA) organise tous les deux ans une grande compétition internationale. L’édition 2024 (WSA 2024 International Slingshot Open) s’est déroulé à Shanghai en Chine les 19 et 20 octobre 2024. Plus de 400 concurrents provenant de 14 pays différents ont participé à cette compétition. Il n’y avait pas un seul français.
En 2026, la compétition sera organisée en Espagne…

## Danger du tir au lance-pierre
L'un des dangers inhérents aux lance-pierres est la probabilité que les sangles élastiques se cassent. La plupart des élastiques sont fabriquées en latex, qui se dégrade avec le temps et l'utilisation, ce qui peut entraîner une rupture des bandes sous charge.
Les ruptures au niveau de l'extrémité attachée à la poche en cuir sont les moins dangereuses, car elles entraînent la sangle élastique loin de l'utilisateur.
En revanche, les ruptures au niveau de l'extrémité fixée sur la fourche, renvoient la bande élastique vers le visage du tireur, ce qui peut causer des blessures aux yeux et au visage. La méthode pour minimiser le risque de rupture au niveau de la fourche consiste à utiliser une lanière élastique conique (ou trapézoïdale pour les bandes plates) plus fine au niveau de l'extrémité attachée à la poche en cuir, et plus épaisse et plus solide au niveau de l'extrémité fixée sur la fourche.
Il est aussi recommandé de porter des lunettes de protection.

## Législation
En France, la classification d'un lance-pierres dépend de l'énergie qu'il est susceptible de transmettre au projectile :
- en dessous de 2 joules, il n'est pas considéré comme une arme, c’est un jouet ;
- entre 2 et 20 joules, il s'agit d'une arme de catégorie D-2-H (acquisition et détention libres pour les personnes majeures) ;
- au-delà de 20 joules, il s'agit d'une arme de catégorie C-4 (acquisition et détention soumises à déclaration).

## Expressions en français
- Manger à coup de lance-pierre : manger trop rapidement.
- Être payé à coups de lance-pierre : être mal payé puisque par petite quantité.

## Dans la culture
- La Guerre des boutons, roman et film.
- Le Lance-pierres (Die Zwille), roman de Ernst Jünger, 1973
- Denis la malice, Tom Sawyer, Bart Simpson, personnages de fiction adeptes du lance-pierre.
- Dans les Simpsons, le lance-pierre est utilisé par Bart .
- Dans le manga One Piece, Usopp, le canonnier de l’équipage des héros, utilise un lance-pierre et un marteau comme armes.
- Dans les jeux vidéo de la série Zelda, le lance-pierre est une arme récurrente, utilisé par Link, le héros de la série.